# Without Face
A Without Face magyar progresszívmetal-együttes volt. 1997-es veszprémi megalakulásuk óta két nagylemezt és egy demót jelentettek meg. 2008-ban feloszlottak. Lemezeiket a Hammer Music Productions és az Elitist Records kiadók jelentették meg. A zenekar sűrű tagcseréken ment keresztül pályafutása alatt. Többször koncerteztek is, a dalaik metal témájú válogatáslemezeken is szerepeltek. Az együttes főleg progresszív metalt játszik, de thrash és gótikus metal elemek is vegyülnek zenéjükben. A demólemezüket is több zenei szaklap az egyik legjobb bemutatkozó anyagnak kiáltotta ki. A 2002-es Astronomicon című nagylemezük nagy siker lett, meg is kapta az angol Metal Hammer magazintól a hónap albuma díjat.

## Tagok
- Szabó András – éneklés
- Pádár Nóri – éneklés
- Horváth Zsolt – gitár
- Sárik Szilárd – billentyűk
- Maros Gergő – basszusgitár
- Sütő Péter – dobok

## Diszkográfia
- Without Face (1998, demó)
- Deep Inside (nagylemez, 2000)
- Astronomicon (nagylemez, 2002)